# Вторгнення (телесеріал, 2021)
«Вторгнення» (англ. Invasion) — американський науково-фантастичний телесеріал, створений Саймоном Кінберґом і Девідом Вайлом. Прем'єра відбулася на Apple TV+ 22 жовтня 2021 року
Він описує як декілька людей у різних місцях виживають під час вторгнення на Землю інопланетян, стикаючись із загрозами як з боку прибульців, чиї мотиви неясні, так і з іншими людьми.
Серіал отримав неоднозначну реакцію критиків через заплутаний сюжет і недомовки, але схвалення за підбір персонажів і дизайн інопланетян. У грудні 2021 року серіал було продовжено на другий сезон.

## Синопсис
Серіал описує життя спершу незнайомих між собою звичайних людей, які перебувають у різних куточках планети під час вторгнення інопланетян. Перша сюжетна лінія стосується родини Маліків, яка живе в Нью-Йорку та потім переховується в околицях міста спершу від інопланетян, а потім від мародерів і військових, які пов'язані з таємними дослідженнями. Інша лінія описує життя групи школярів у Англії, що самотужки виживають біля Лондона, а пізніше виявляються ключем до виявлення слабкості прибульців. Серед інших героїв військовий, який повертається з Афганістану додому, та астронавтка, що розслідує загибель своєї колеги та намагається встановити контакт із прибульцями. З часом їхні долі перетинаються, навіть попри те, що їх розділяють тисячі кілометрів.

## У ролях
- Голшіфте Фарахані — Аніші Малік
- Шамієр Андерсон — Треванте Коул
- Шиолі Куцуна — Міцукі Ямато
- Фірас Нассар — Ахмеда «Манні» Малік
- Азіз Капкурт — Кучі
- Біллі Баррат — Каспара Морров
- Ажі Робертсон — Люк Малік
- Тара Моаєді — Сара Малік
- Дайсуке Цудзі — Кайто Кавагучі
- Сем Ніл — шериф Джон Белл Тайсон

## Епізоди
| Сезон | Епізоди | Епізоди | Оригінальний випуск | Оригінальний випуск |
| Сезон | Епізоди | Епізоди | Перший випуск       | Останній випуск     |
| ----- | ------- | ------- | ------------------- | ------------------- |
| 1     | 10      | 10      | 22 жовтня 2021      | 10 грудня 2021      |
| 2     | 10      | 10      | 23 серпня 2023      | 25 жовтня 2023      |

### Сезон 1 (2021)
| № серії (загалом) | № серії (в сезоні) | Назва серії                         | Режисер(и)         | Сценарист(и)                    | Оригінальна дата виходу |
| --- | ------------------ | ----------------------------------- | ------------------ | ------------------------------- | ----------------------- |
| 1 | 1                  | «Останній день / Last Day»          | Джейкоб Вербрюгген | Саймон Кінґберґ і Девід Вейл    | 22 жовтня 2021          |
| В Аравійській пустелі в Ємені місцевий житель виявляє чорний органічний об'єкт, який випускає ударну хвилю. Тим часом в Ідабелі, штат Оклахома, шериф Белл завершує свій останній робочий день перед виходом на пенсію. Разом із колегою Грейді він розслідує зникнення Кела та Чета Гріффінів, вкрадена якими вантажівка опинилася порожньою посеред кукурудзяного поля. В нічному небі рухається щось нечітке. У Лонг-Айленді, Нью-Йорк, Аніша Малік збирає своїх дітей, Люка та Сару, до школи. В дітей починає текти кров з носа. В околицях стається вибух і родина обдумує, що робити далі. У Токіо, Японія, астронавтка Хіната пише колезі Міцукі листа. Вона одна з трьох астронавтів, обраних JASA для польоту на Міжнародну космічну станцію наступного року. Зненацька шаттл Хінати розпадається після старту. |                    |                                     |                    |                                 |                         |
| 2 | 2                  | «Аварія / Crash»                    | Джейкоб Вербрюгген | Саймон Кінґберґ і Девід Вейл    | 22 жовтня 2021          |
| Аніша та Ахмед шукають притулку в підвалі разом з Люком і Сарою після того, як вибух зруйнував околиці та знеструмив місто. Після другого вибуху родина вирішує втекти з міста. У Лондоні, Англія, школярі вирушили на екскурсію. Хлопчика Каспара цькує група хуліганів на чолі з Монті. В автобусі їхні телефони збоять, а в Каспара стається напад епілепсії. З неба падають дрібні шматки металу і автобус з'їжджає з дороги в рівчак. Міцукі дізнається, що зв'язок із шатлом втрачено і астронавти ймовірно загинули. Її мати вважає, що це на краще. Міцукі намагається забутися, випиваючи та гуляючи, але не отримує очікуваного полегшення. Американський «морський котик» Треванте Коул перебуває в провінції Кандагар, Афганістан, щоб знайти зниклий загін. Його загін приходить до школи, де діти малюють на пилюці дивні знаки. Згодом бійці стикаються в хмарі пилу з чорним органічним об'єктом. |                    |                                     |                    |                                 |                         |
| 3 | 3                  | «Оріон / Orion»                     | Джеймі Пейн        | Саймон Кінґберґ і Девід Вейл    | 22 жовтня 2021          |
| Треванте отямлюється, засипаний землею. Він не знаходить свого загону, до того ж поранений. Згодом Треванте падає від виснаження та зневоднення. Його рятує місцевий житель. Родина Маліків покидає місто та бачить як Нью-Йорк занурюється в темряву. Аніша, Менні, Люк і Сара викрадають машину на парковці в іншої родини та ночують у мотелі. В Англії діти вціліли після аварії, проте містер Едвардс важко поранений. Каспар намагається допомогти йому, але Монті та Джером витягують його з автобуса та звинувачують у аварії. Ввечері діти розбивають табір, Каспар запалює вогнище. Монті обманом змушує Каспара проголосувати за нього та стати лідером групи. Міцукі вирішує самотужки з'ясувати причину загибелі шаттла. Вона виявляє, що апарат з чимось зіткнувся і чує на записі слово «Ваджо». |                    |                                     |                    |                                 |                         |
| 4 | 4                  | «Король мертвий / The King Is Dead» | Джеймі Пейн        | Саймон Кінґберґ                 | 29 жовтня 2021          |
| Каспар і дівчинка Джаміла зранку виявляють, що містер Едвардс помер від ран, залишивши дітей без нагляду дорослих. Коли Каспар скасовує свій голос, а Монті розкриває свою таємницю групі на знак помсти, Каспар вирішує піднятися на скелю, щоб знайти допомогу. Діти знаходять уламки супутника, що нагадує малюнки Каспара. Коли Монті намагається завадити іншим дітям піти додому, вони згуртовуються проти нього та йдуть за Каспаром. У північній частині штату Нью-Йорк, коли Аніша та Менні віддаляються один від одного, Люк і Сара міркують, чи не закінчаться стосунки їхніх батьків розлученням. Через оголошену надзвичайну ситуацію Маліки змушені евакуюватися з мотелю. Люк тікає та натрапляє на краю лісу на старшу пару, Патріка та Кел Мітчеллів, які пропонують Малікам притулок. У Афганістані Треванте фіксує сигнал товариша Чавеса в лікарні, однак той у надто поганому стані. Треванте змушений винести його, коли лікарня зазнає нападу. Начальник Міцукі, Хашімото, звільняє її з JASA за самовільне проникнення до кімнати зв'язку. Міцукі шукає батька Хінати, пана Мураї, від якого дізнається, що той давно не спілкувався з дочкою. Потім Міцукі вмикає йому аудіо з трансляції останніх моментів життя Хінати. |                    |                                     |                    |                                 |                         |
| 5 | 5                  | «Повернення додому / Going Home»    | Аманда Марсаліс    | Саймон Кінґберґ                 | 5 листопада 2021        |
| Треванте повертається до табору з тілом Чавеса в кузові вантажівки. База виявляється покинутою після бою з невідомим противником. Потім Треванте ховає Чавеса біля бази, телефонує дружині й каже їй, що повертається додому. У Нью-Йорку Маліки знайшли притулок у будинку Мітчеллів. Аніша вирішує піти в місто за припасами, а Менні залишається вдома з Люком і Сарою. Під час пошуку товарів, Анішу забирають військові, бо вона має навички медсестри. Аніша приєднується до лікарів у сусідньому місті, серед яких хірург-ортопед на ім'я Девід Бартон. Вони проводять операцію, під час якої виявляють, що один поранений цивільний заражений чужорідною формою життя. Діти повертаються до Лондона і натрапляють на покинуту вантажівку з продуктами. Водія немає, але Каспар помічає металеві голки в сидінні. Потім хлопчик Альфі знаходить радіо та чує повідомлення про надзвичайну ситуацію по всьому світу. Діти вирішують розділитися, Каспар веде половину групи додому, а інша половина залишається в вантажівці. Міцукі повертається до JASA, попри звільнення, та вимагає поговорити з Хашімото. Той має докази зіткнення шаттла з невідомими об'єктом. Дізнавшись, що JASA співпрацюватиме з США, Міцукі викрадає обладнання, щоб провести власне розслідування. У телевізійному зверненні, яке транслюється понад 100 мовами на всіх континентах, президент США повідомляє про напад на Землю інопланетян. До подальшого розпорядження президент оголошує воєнний стан. |                    |                                     |                    |                                 |                         |
| 6 | 6                  | «Вторгнення в дім / Home Invasion»  | Аманда Марсаліс    | Ендрю Балдвін                   | 12 листопада 2021       |
| Після виступу президента Аніша вистрибує з карети швидкої допомоги та повертається до Мітчеллів. По дорозі вона натрапляє на знищений військовий форпост. Вона забирає пістолет із трупа солдата. Діставшись до будинку, вона виявляє, що на нього напали інопланетяни, але Мітчелли та її родина сховалися на горищі. Коли один із прибульців (схожий на сферу з відростками) продовжує напад, Патрік тікати, боячись, що шум видасть їхнє місцезнаходження. Починається бійка, Сара падає на підлогу і Аніша ховається з дочкою за дверима, коли інопланетянин звертає на них увагу. Істота відволікається на Кела, Аніші та Сарі вдається втекти з будинку через підвал разом з Люком і Ахмедом, поки інопланетянин атакує Менні. Патрік дає їм ключі від авто, але не може врятуватися сам. Аніші вдається кілька разів вистрілити в інопланетянина та відбитися від нього таємничим чорним предметом, який був у сумці Люка. |                    |                                     |                    |                                 |                         |
| 7 | 7                  | «Надія / Hope»                      | Аманда Марсаліс    | Саймон Кінґберн і Ендрю Балдвін | 19 листопада 2021       |
| Люк не може пояснити, що за річ була в його сумці. Аніші доводиться зупинити авто в лісі, щоб допомогти пораненому Ахмеду. Потім Маліки шукають притулку в ресторані, а потім відправляються до форпосту в коледжі Нортвью, де Аніша зустрічає доктора Девіда Бартона, який доглядає за Ахмедом. Треванте стикається з родиною афганців, де один чоловік розмовляє англійською. Він розповідає, що в Кабулі чекає літак для евакуації. Вони прямують в аеропорт Кабула, проте солдати відмовляються будь-кого брати на борт. Треванте обмінює свою гвинтівку в обмін на пропуск для себе та афганської родини. Каспар, Джаміла, Монті, Альфі та Дарвін блукають сільською місцевістю Англії. Каспар, ризикуючи життям, зупиняє авто і водійка повертає дітей до Лондона. В Лондоні кожен повертається додому, та Монті спочатку вибачається перед Каспаром за погане ставлення до нього. Каспар розповідає Джамілі, що в нього були видіння. У Токіо Міцукі, Кайто та Ікуро проникають на станцію супутникового зв'язку. Коли супутники шукають джерело сигналу, який супроводжував загибель шаттла, Міцукі розуміє, що інопланетяни мають колективний розум. Міцукі, Кайто та Ікуро затримує поліція, перш ніж вони могли б визначити джерело сигналу лиха з шаттла, що досі транслюється. |                    |                                     |                    |                                 |                         |
| 8 | 8                  | «Контакт / Contact»                 | Аманда Марсаліс    | Саймон Кінґберн і Ендрю Балдвін | 25 листопада 2021       |
| Треванте та афганська родина прибувають до Лондона. Проте через надзвичайний стан у країні Треванте не може зустрітися з дружиною. Каспар повертається додому з Джамілою та дізнається, що його мати загинула. Хлопчик розуміє, що передчував напад прибульців кількома днями раніше. Люк знаходить нового друга на ім'я Джек, який показує йому де зберігаються трупи. Аніші доводиться лікувати потерпілих обмаллю засобів, оскільки військові забрали все цінне. Аніша зізнається Девіду, що їй бракує знань і досвіду для лікування. Вона вирушає на пошуки Люка та знаходить його, Ахмеда та Сару в лабораторії, де зберігається труп інопланетянина. Міцукі намагається торгуватися з американськими військовими, щоб звільнитися. Вона очолює команду, що намагається встановити контакт із прибульцями. Зрозумівши, що прибульці не володіють мовою, схожою на людську, Міцукі передає їм тисячі файлів, які стосуються Хінати. Незабаром вона чує у відповідь. «Ваджо». |                    |                                     |                    |                                 |                         |
| 9 | 9                  | «Повні зірок / Full of Stars»       | Джейкоб Вербрюгген | Саймон Кінґберн і Ендрю Балдвін | 3 грудня 2021           |
| Міцукі пригадує як запросила Хінату до себе в квартиру. Хіната отямлюється в космосі після вибуху човника, дістається до залишків обладнання та шле сигнал для Міцукі. Каспар і Джаміла переконують Треванте супроводжувати їх до лікарні. Там вони переконують невролога викликати напад епілепсії в Каспара, щоб отримати видіння. Прибульці нападають на лікарню. Військові супроводжують родину Маліків до Пентагону, коли дізнаються про предмет з сумки Сема. По дорозі до Пентагону на їхній конвой нападають грабіжники, Маліки ховаються в лісі, поки Ахмед відволікає нападників. Міцукі вступає в контакт з Хінатою, проте потім усвідомлює, що її голос симульований. Американські військові планують знищити його джерело ядерною зброєю. Міцукі відмовляється повірити, що Хіната мертва, поки не отримає беззаперечні докази |                    |                                     |                    |                                 |                         |
| 10 | 10                 | «Перший день / First Day»           | Джейкоб Вербрюгген | Саймон Кінґберн і Ендрю Балдвін | 10 грудня 2021          |
| Після атаки американських військових ядерною зброєю по кораблю прибульців, активність інопланетян по світу припинилася. Доктор Чепмен проводить обстеження Каспара, який не реагує та не має жодної мозкової діяльності. Втративши надію, що Каспар отямиться, Треванте вирішує залишити Джамілу та повернутися додому до дружини, з якою він намагається відновити шлюб. Загублені в лісі Аніша, Люк і Сара оплакують смерть Ахмеда. Люк звинувачує матір у тому, що вона змусила дітей покинути батька. Потім Маліки пробираються до пожежної частини, де якийсь час переховуються. Там вони дізнаються по радіо, що вторгнення закінчилося, але Аніша ще не впевнена, чи вдома безпечно. Міцукі оплакує смерть Хінати в квартири її померлого коханця. Там вона знаходить сімейні фотографії та компас, подарований Хінаті її батьком у дитинстві. Пізніше Міцукі зустрічає монаха, який вважає, що вторгнення було випробуванням. З його храму Міцукі зламує станцію супутникового зв'язку та намагається знову встановити контакт з Хінатою. У джунглях Амазонії в Бразилії команда дослідників виявляє печеру, де перебуває інопланетна істота. |                    |                                     |                    |                                 |                         |

### Сезон 2 (2023)
| № серії (загалом) | № серії (в сезоні) | Назва серії                                            | Режисер(и)     | Сценарист(и)               | Оригінальна дата виходу |
| --- | ------------------ | ------------------------------------------------------ | -------------- | -------------------------- | ----------------------- |
| 11 | 1                  | «Щось змінилося / Something's Changed»                 | Алік Сахаров   | Саймон Кінґберґ            | 23 серпня 2023          |
| Дія розпочинається через 4 місяці після вторгнення інопланетян на Землю. Інопланетні спори заразили 30% поверхні, мільйони людей загинули, але держави об'єднують зусилля для боротьби у Всесвітній оборонній коаліції та мають певні успіхи. Міцукі викликають на базу в Амазонії, де мільярдер Нікіл Капур розкопав величезний корабель прибульців. В його центрі перебуває сяйлива істота, що реагує на ввімкнену Міцукі пісню «Space Oddity» Девіда Бові. Капур відмовляється повернути Міцукі вчасно. Аніша та її діти живуть у скруті, Аніша краде бензин, а Люк — їжу. Їх ледве не ловлять, під час обшуку в сумці виявляють інопланетний предмет. Родина отримує притулок у групи під назвою «Рух». |                    |                                                        |                |                            |                         |
| 12 | 2                  | «Гонитва за привидами / Chasing Ghosts»                | Алік Сахаров   | Тетяна Суарес-Піко         | 30 серпня 2023          |
| Джаміла бачить сон про Каспара. Його пошуки призводять до відкриття, що хлопчика, якого вважають померлим, насправді перевезено до Парижа. Джаміла зустрічає пару однокласників у таборі для біженців, вони не цілком вірять її розповіді. Проте діти погоджуються вирушити в Париж. Треванте намагається пристосуватися до цивільного життя. Він рятує свого племінника Джордана від утоплення. Потім Траванте знаходить в Оклахомі об'єкт, схожий на малюнок Каспара. Траванте вирушає туди та натрапляє на блокпост і переодягається у свою військову форму. Йому вдається проникнути до лабораторії, де вирощуються гібриди земних рослин і інопланетних організмів, але його затримує охорона. |                    |                                                        |                |                            |                         |
| 13 | 3                  | «Феєрверки / Fireworks»                                | Алік Сахаров   | Адіті Бреннан Капіл        | 6 вересня 2023          |
| Аніша наполягає, щоб Кларк залишив її родину в наступному таборі для біженців. Люка приваблює донька Кларка Райдер. Команда Кларка, озброєна вогнеметами, намагається врятувати сім'ю з трьох осіб від прибульців в околицях міста. Треванте зустрічає Роуз, портьє відділу поліції. Він розуміє, що Роуз когось загубила, і пропонує допомогу в обмін на повернення свого записника. На одному з малюнків Каспара виявляються вказані дати зникнення жителів Лондона. Міцукі вдається змусити інопланетну сутність видавати сигнал, який виявляється сигналом лиха. Вона збирає дослідників, щоб зламати сигнал і це змушує кораблі над планетою зняти маскування. Військові за командою керівниці Всесвітньої оборонної коаліції Беньї збивають їх ракетами. |                    |                                                        |                |                            |                         |
| 14 | 4                  | «Тунель / The Tunnel»                                  | Бред Андерсон  | Ден Дієц                   | 13 вересня 2023         |
| Джаміла та її однокласники вирушають до Парижа на пошуки Каспара. Вони виявляють, що тунель під Ла-Маншем закритий, але пробираються в паралельний сервісний тунель і йдуть пішки. Позаду лунають вибухи. У той час лікар у паризькій лікарні спостерігає за Каспаром у комі. Навколо лежать інші діти, пов'язані з інопланетянами та повторюють «Ваджо». Дівчинка Пенні відчуває прибульців. Новий різновид інопланетян, схожих на вовків, атакує лікарню. Каспар отямлюється та знаходить спосіб спілкуватися з Джамілою. Вона закликає його використати свій зв'язок з інопланетянами, щоб зрозуміти, як їх перемогти. Група Джаміли вибирається з тунелю до того, як французькі військові підривають його. |                    |                                                        |                |                            |                         |
| 15 | 5                  | «Голос з іншого боку / A Voice From the Other Side»    | Алік Сахаров   | Дональд Джог               | 20 вересня 2023         |
| Бен'я шукає слабкості нових прибульців. Роуз переховує Треванте у себе вдома і сумнівається, чи матимуть значення малюнки Каспара. Обоє ховаються від військових на кукурудзяному полі. Аніша турбується про душевний стан Люка, який звинувачує себе у тому, що Сару викрали. Люк пише «Ваджо». Міцукі чує звук, який ніхто інший не чує. Вона сподівається привернути увагу інопланетної сутності на кораблі, порушивши її магнітне поле. Сутність набуває форми Хінати. Інопланетянин не розуміє, чому людство чинить опір. Міцукі торкається до істоти та відчуває зв'язок із Каспаром, після чого непритомніє. |                    |                                                        |                |                            |                         |
| 16 | 6                  | «Точка тиску / Pressure Points»                        | Бред Андерсон  | Дональд Джог               | 27 вересня 2023         |
| Їдучи в конвої «Руху», Люк чує голоси, що попереджають про наближення інопланетян. Прибульці атакують конвой, Кларк зазнає поранення, Аніша використовує ремінь Люка як турнікет. Джаміла зі своєю компанією прибуває до Парижа під час евакуації. Монті припускає, що Каспара, можливо, не вдасться відшукати. Джаміла уві сні відчуває зв'язок із Каспаром, але не може спілкуватися з ним. Джаміла та її група прибувають до знищеної лікарні та шукають Каспара. Коли надію, здавалося, втрачено, діти знаходять Каспара, який не пам'ятає, що з ним сталося. Міцукі повертається в камеру з прибульцем і використовує електромагніт, який завдає сутності болю, а також змушує Міцукі знову знепритомніти. Потім вона отримує розкодування сигналів сутності, з яких можна зрозуміти рідну мову прибульців. |                    |                                                        |                |                            |                         |
| 17 | 7                  | «Донизу кролячою норою / Down the Rabbit Hole»         | Бред Андерсон  | Ден Дієц                   | 4 жовтня 2023           |
| Треванте й Роуз користуються малюнками Каспара, щоб розшукати поле, на якому є загадкова яма. Їх помічають ще до того, як вони дізнаються, що в ямі, і тікають. Обоє ховаються в будинку Марлен, невістки Роуз. Аніша знаходить кімнату, де тримали Сару, та виявляє її записку з проханням про допомогу. «Рух» знаходить записи, які свідчать, що минулої ночі Сару відправили до проєкту «Ідабель» в Оклахомі. Треванте, який пробрався за вказаними координатами, бачить, як туди доставляють Сару та інопланетний артефакт. Пізніше він спускається в яму на полі. Джаміла та їхні друзі оглядають палату, де перебував Каспар. Вони знаходять малюнок, на якому зображені інші особливі діти. Але Каспар їх не пам'ятає. Монті стверджує, що військові вивчали цих виняткових дітей, щоб використовувати їх як зброю. Попри незгоду з Монті, вони вирішують вистежити цих дітей. Потім нападають прибульці, але діти відволікають їх за допомогою манекена. |                    |                                                        |                |                            |                         |
| 18 | 8                  | «Космічний океан / Cosmic Ocean»                       | Клаудія Ллоза  | Адіті Бреннан Капіл        | 11 жовтня 2023          |
| Треванте виявляє в ямі люк і намагається його відкрити, але Треванте схоплюють військові. Роуз переховується неподалік. Заарештований Треванте зустрічає деяких зниклих людей, яких використовують в експерименті на таємній базі. Каспар довіряє голосам у своєму мозку та дістається до комплексу, де утримують обдарованих дітей. Монті стурбований тим, що Каспар все ще може бути пов'язаний з інопланетянами. Директор Майя перешкоджає Мацукі повернутися в камеру з інопланетною сутністю. Вона лишає єдиний справний скафандр для Нікіла, який входить до камери і це спричиняє сейсмічну активність по всьому світу. Міцукі вмикає електромагніт і знищує сутність, після чого землетруси припиняються. |                    |                                                        |                |                            |                         |
| 19 | 9                  | «Прорив / Breakthrough»                                | Матіас Герндль | Тетяна Суарес-Піко         | 18 жовтня 2023          |
| У Всесвітній оборонній коаліції припускають, що окремі прибульці здатні маскуватися, як і їхні кораблі. Бен'я хоче поговорити з Міцукі, але Майя каже їй, що Міцукі недоступна. Міцукі постійно чує голос Хінати, яка каже: «Йди за мною». Вона прагне зв'язатися з Каспаром, який переконує Джамілу відпустити його одного. Аніша та Кларк обіцяють піклуватися про дітей одне одного, якщо з ними щось трапиться. Люк відчуває артефакт і каже, що Сара, ймовірно, там же. Сила «Руху» атакують базу, де утримують Сару, та відволікають солдатів на кукурудзяне поле. Кларк і Аніша тим часом викрадають картку-ключ і прямують до лабораторії. Вони натрапляють на Треванте і Роуз. Треванте переконує Анішу звільнити їх, щоб вони могли допомогти в пошуках Сари. Згодом Треванте знаходить місцевих жителів, на яких військові експериментували, включаючи Біллі, чоловіка Роуз.                                                                          |                    |                                                        |                |                            |                         |
| 20 | 10                 | «Старі друзі, нові обрії / Old Friends, New Frontiers» | Матіас Герндль | Саймон Кінґберґ і Ден Дієц | 25 жовтня 2023          |
| Міцукі повідомляє Майї, що вона знайшла материнський корабель інопланетян і на нього можна відкрити портал з корабля в Бразилії. Треванте чує голос Каспара і йде його шукати. Він викликається добровольцем для місії на материнський корабель. Люк слухає, як члени «Руху» сперечаються про те, чи варто після останньої сутички на базі повертатися шукати Анішу та Сару. Мітчелл шукає Люка, щоб дізнатися, як працює артефакт, але Аніша відмовляється йому допомогти. Люк показує, як він може контролювати прибульців, а Кларк пропонує «Руху» та військовим працювати разом проти інопланетян. Люк при допомозі обдарованих дітей відбиває атаку прибульців, поки Міцукі відкриває портал на материнський корабель. Треванте бере артефакт і заходить у портал. По інший бік він зустрічає Каспара. |                    |                                                        |                |                            |                         |

## Виробництво

### Розробка
У січні 2019 року Apple замовила десять епізодів, Саймон Кінберґ і Девід Вейл виступили творцями серіалу. Deadline повідомила, що Чада Фіхана ненадовго взяли як шоуранера «з необхідності», але незабаром він покинув проєкт у вересні 2019 року Коли було оголошено про відновлення зйомок, Якоб Вербрюґґен був режисером і виконавчим продюсером серіалу, а Емі Кауфман, Ендрю Болдвін та Еліза Елліс також були виконавчими продюсерами; однак надалі повідомлялося, що Аманда Марсаліс також була режисером деяких епізодів серіалу. Повідомляється, що бюджет Вторгнення становить 200 мільйонів доларів 8 грудня 2021 року Apple продовжила серіал на другий сезон.

### Кастинг
У серпні 2020 року Deadline повідомив, що Нілл, Андерсон, Фарахані, Насар і Куцуна увійдуть до акторського складу.

### Зйомка
Спочатку зйомки планувалося розпочати в середині 2019 року під керівництвом Кінберґа, але були відкладені через його роботу над повнометражним фільмом «355».  Згідно зі звітом Deadline, « Вторгнення» планувалося знімати в Нью-Йорку, Манчестері, Марокко та Японії. «Частини серіалу були зняті в Нью-Йорку та Марокко, і продюсери готувалися до зйомок у Великій Британії, коли в середині березня почалося призупинення промисловості, пов'язаної з пандемією коронавіруса». У лютому 2021 року зйомки проходили в Гринвічі, одному з останніх місць зйомок серіалу. Зйомки першого сезону завершилися 15 березня.

## Вихід
Прем'єра серіалу відбулася 22 жовтня 2021 року з виходом перших трьох епізодів. Перший сезон завершився 10 грудня 2021 року.

## Сприйняття
Агрегатор Rotten Tomatoes вказує на 48 % позитивних рецензій критиків з середньою оцінкою 5,6/10. На Metacritic середня оцінка складає 51 зі 100, що означає «змішані або посередні відгуки».
Згідно з вердиктом Джеймса Даєра з Empire, персонажі «Вторгнення» привабливі, а обставини, в які вони потрапляють, різноманітні. Проте, повільний темп серіалу ослаблює відчуття інопланетної загрози, а багато недомовок радше засмучують, ніж інтригують. Серіал передає дух «Війни світів», але недостатньо хвилює.
Деніел Фієнберґ у The Hollywood Reporter зробив висновок: «„Вторгнення“ — це наукова фантастика без особливої науковості чи будь-яких справжніх жанрових гострих відчуттів». Прибульці незвичайні та трохи страшні, але декорації невиразні. «Вторгнення» не лякає і не викликає захвату. Персонажі часто діють клішовано чи надто складно, а частина підсюжетів несподівано обривається. Серіал то віддає шану «Війні світів», то нагадує «Дивні дива» та «Прибуття», але частіше дратує і заплутує.
Керолайн Фрамке з Variety відгукнулася, що прагнення включити якомога більше точок зору зрозуміле, та увага занадто часто перемикається з однієї на іншу, а роль Міцукі здається більш важливою, ніж у інших персонажів. «„Вторгнення“ здається надто стурбованим тим, щоб зробити максимум лише тому, що він може».